# 羅英 (1940年)
羅英（1940年—2012年3月29日），女，湖北蒲縣人，台灣詩人與散文作家，筆名除羅英外還有田青、小立。

## 生平
台北市立女師專畢業，曾主持一家幼稚園。自高中時代即開始寫詩，曾參加「現代詩」社、「創世紀」詩社，之後停筆十年，1980年前後又重新開始創作。
2012年1月29日於南非約翰尼斯堡猝逝。

## 家庭
丈夫為詩人商禽，生有兩女，但後來以離婚收場。

## 作品
作品散見於國內各詩刊及報紙副刊。出版過詩集《雲的捕手》、《二分之一的喜悅》及散文集《盒裝的心情》、小說《羅英極短篇》、《羅英極短篇2：貓咪情人》《咖啡店的游牧民族》等。 

## 外部連結
- 關於羅英[永久]